# Phthiracarus commutabilis
Phthiracarus commutabilis är en kvalsterart som beskrevs av Wojciech Niedbała 1983. Phthiracarus commutabilis ingår i släktet Phthiracarus och familjen Phthiracaridae. Inga underarter finns listade i Catalogue of Life.